# Liste der Wappen in der Provinz Pesaro und Urbino
Die Liste der Wappen in der Provinz Pesaro und Urbino zeigt die Wappen der 50 Gemeinden in der Provinz Pesaro und Urbino in den Marken in der Republik Italien. In dieser Liste sind die Wappen jeweils mit einem Link auf die Gemeinde angezeigt.

## Wappen der Provinz Pesaro und Urbino

Provinz Pesaro und Urbino
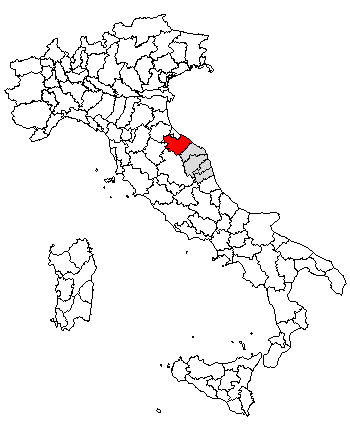
Lage in Italien

## Wappen der Gemeinden der Provinz Pesaro und Urbino

Acqualagna
Apecchio
Belforte all’Isauro
Borgo Pace
Cantiano
Carpegna
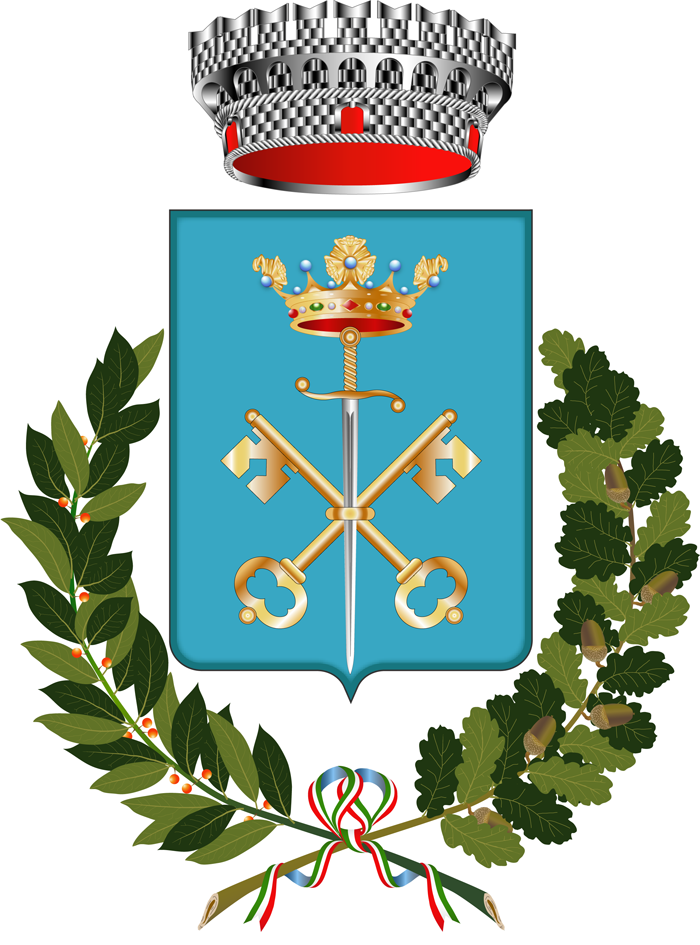
Cartoceto
Colli al Metauro
Fermignano
Fossombrone
Fratte Rosa
Frontino
Frontone
Gabicce Mare
Gradara
Isola del Piano
Lunano
Macerata Feltria
Mercatello sul Metauro
Mercatino Conca
Mombaroccio
Mondavio
Mondolfo
Monte Cerignone
Monte Grimano
Monte Porzio
Montecalvo in Foglia
Monteciccardo
Montefelcino
Montelabbate
Peglio
Pergola
Pesaro
Petriano
Piandimeleto
Pietrarubbia
Piobbico
San Costanzo
San Lorenzo in Campo
Sant’Angelo in Vado
Sant’Ippolito
Sassocorvaro Auditore
Serra Sant’Abbondio
Tavoleto
Tavullia
Terre Roveresche
Urbania
Vallefoglia